# Cleistes latiplume
Cleistes latiplume är en orkidéart som beskrevs av Frederico Carlos Hoehne. Cleistes latiplume ingår i släktet Cleistes, och familjen orkidéer. Inga underarter finns listade i Catalogue of Life.